# Rugby Europe International Championships 2018/19
Die Rugby Europe International Championships 2018/19 waren ein Rugby-Union-Wettbewerb für europäische Nationalmannschaften der zweiten und dritten Stärkeklasse, unterhalb der Six Nations. Es handelte sich um die 44. Ausgabe der Rugby-Union-Europameisterschaft
Beteiligt waren 35 Mannschaften, die in vier Divisionen eingeteilt waren. Sie spielten über ein Jahr einmal gegen jeden Gegner ihrer Gruppe. Die Rugby Europe Championship und Rugby Europe Trophy umfassten je sechs Mannschaften, die  Rugby Europe Conference 1 und 2 waren zusätzlich in eine Nord- und Südstaffel mit je fünf Mannschaften aufgeteilt. In der Rugby Europe Development genannten Division spielten drei Mannschaften. Den Europameistertitel gewann zum elften Mal Georgien.

## Modus
Das verwendete Punktesystem war in allen Divisionen wie folgt:
- 4 Punkte bei einem Sieg
- 2 Punkte bei einem Unentschieden
- 0 Punkte bei einer Niederlage
- 1 Bonuspunkt wenn eine Mannschaft in einem Spiel mindestens drei Versuche mehr erzielt als der Gegner
- 1 Bonuspunkt bei einer Niederlage mit sieben oder weniger Punkten Differenz

## Rugby Europe Championship
|    | Land        | Spiele | Siege | Unent. | Ndlg. | Spiel- punkte | Diff. | Bonus- punkte | Tabellen- punkte |
| -- | ----------- | ------ | ----- | ------ | ----- | ------------- | ----- | ------------- | ---------------- |
| 1. | Georgien    | 5      | 5     | 0      | 0     | 162:34        | + 128 | 4             | 24               |
| 2. | Spanien     | 5      | 4     | 0      | 1     | 127:75        | + 52  | 2             | 18               |
| 3. | Rumänien    | 5      | 3     | 0      | 2     | 130:86        | + 44  | 3             | 15               |
| 4. | Russland    | 5      | 2     | 0      | 3     | 130:85        | + 45  | 3             | 11               |
| 5. | Belgien     | 5      | 1     | 0      | 4     | 68:222        | – 154 | 0             | 4                |
| 6. | Deutschland | 5      | 0     | 0      | 5     | 63:178        | – 115 | 1             | 1                |

| 9. Februar 2019 13:00 OEZ (UTC+2) | Rumänien                         | 9 : 18        | Georgien                                                                                | Cluj Arena, Cluj-Napoca Zuschauer: 1500 Schiedsrichter: Sean Gallagher (Irland) |
| 9. Februar 2019 13:00 OEZ (UTC+2) | Straftritte: Vlaicu 8., 24., 72. | (6:3) Bericht | Versuche: Strafversuch 45. Gorgadse 64. n.erh. Straftritte: Abschandadse (2) 36., 80.+2 | Cluj Arena, Cluj-Napoca Zuschauer: 1500 Schiedsrichter: Sean Gallagher (Irland) |

| 9. Februar 2019 15:00 MEZ (UTC+2) | Belgien                                                                                     | 29 : 22        | Deutschland | Petit Heysel, Brüssel Zuschauer: 4000 Schiedsrichter: Schota Tewzadse (Georgien) |
| 9. Februar 2019 15:00 MEZ (UTC+2) | Versuche: Strafversuch (2) 11., 55. Jadot 40.+3 n.erh. Dienst 72. n.erh. Benoy 80.+2 n.erh. | (12:7) Bericht | Versuche: Füchsel 6. erh. Otto (2) 59. erh., 77. n.erh. Erhöhungen: Parkinson (2/3) Straftritte: Parkinson 62. | Petit Heysel, Brüssel Zuschauer: 4000 Schiedsrichter: Schota Tewzadse (Georgien) |

| 10. Februar 2019 12:45 MEZ (UTC+1) | Spanien                                                                                  | 16 : 14        | Russland                                                         | Estadio Nacional Universidad Complutense, Madrid Zuschauer: 5800 Schiedsrichter: Joy Neville (Irland) |
| 10. Februar 2019 12:45 MEZ (UTC+1) | Versuche: Auzqui 18. erh. Erhöhungen: Rabago (1/1) Straftritte: Rabago (3) 52., 62., 67. | (7:14) Bericht | Versuche: Ostrouschko (2) 22., 36. Erhöhungen: Kuschnarjow (2/2) | Estadio Nacional Universidad Complutense, Madrid Zuschauer: 5800 Schiedsrichter: Joy Neville (Irland) |

| 16. Februar 2019 15:00 MSK (UTC+3) | Russland | 64 : 7         | Belgien                                                   | Slawa-Metreweli-Zentralstadion, Sotschi Zuschauer: 3000 Schiedsrichter: Cristian Serban (Rumänien) |
| 16. Februar 2019 15:00 MSK (UTC+3) | Versuche: Gerassimow (2) 13. erh., 43. erh. Gadschijew 16. erh. Poliwalow 21. erh. Dawydow (2) 25. erh., 66. n.erh. Kononow 33. n.erh. Artemjew 49. n.erh. Ostrouschko 52. erh. Wawilin 74. erh. Erhöhungen: Kuschnarjow (6/8) Sergei Janjuschkin (1/2) | (33:7) Bericht | Versuche: Montoisy 40. erh. Erhöhungen: De Moffarts (1/1) | Slawa-Metreweli-Zentralstadion, Sotschi Zuschauer: 3000 Schiedsrichter: Cristian Serban (Rumänien) |

| 16. Februar 2019 13:00 OEZ (UTC+2) | Rumänien | 38 : 10        | Deutschland                                                                           | Stadionul Municipal, Botoșani Schiedsrichter: Nika Amaschukeli (Georgien) |
| 16. Februar 2019 13:00 OEZ (UTC+2) | Versuche: Dumitru 7. erh. Melinte 15. n.erh. Zaharia 32. n.erh. Surugiu 55. erh. Popa 59. erh. Plai 79. erh. Erhöhungen: Vlaicu (4/6) | (17:3) Bericht | Versuche: Nostadt 65. erh. Erhöhungen: Klewinghaus (1/1) Straftritte: Klewinghaus 18. | Stadionul Municipal, Botoșani Schiedsrichter: Nika Amaschukeli (Georgien) |

| 17. Februar 2019 16:00 GET (UTC+4) | Georgien | 24 : 10        | Spanien                                     | Awtschala-Stadion, Tiflis Zuschauer: 3000 Schiedsrichter: Christopher Ridley (England) |
| 17. Februar 2019 16:00 GET (UTC+4) | Versuche: Gigauri 14. erh. Tschilatschawa 30. n.erh. Lobschanidse 65. n.erh. Kerdikoschwili 70. erh. Erhöhungen: Abschandadse (2/4) | (12:5) Bericht | Versuche: Barnes 23. n.erh. Goia 80. n.erh. | Awtschala-Stadion, Tiflis Zuschauer: 3000 Schiedsrichter: Christopher Ridley (England) |

| 2. März 2019 15:00 MEZ (UTC+1) | Deutschland | 18 : 26        | Russland | Fritz-Grunebaum-Sportpark, Heidelberg Zuschauer: 2100 Schiedsrichter: Ludovic Cayre (Frankreich) |
| 2. März 2019 15:00 MEZ (UTC+1) | Versuche: Coetzee 60. n.erh. Lammers 72. erh. Erhöhungen: Hilsenbeck (1/2) Straftritte: Hilsenbeck (2) 20., 33. | (6:12) Bericht | Versuche: Dawydow 8. n.erh. Gadschijew 28. erh. Matwejew 44. erh. Sytschow 50. erh. Erhöhungen: Kuschnarjow (3/4) 29., 45., 50. | Fritz-Grunebaum-Sportpark, Heidelberg Zuschauer: 2100 Schiedsrichter: Ludovic Cayre (Frankreich) |

| 2. März 2019 15:00 MEZ (UTC+1) | Belgien                               | 6 : 46         | Georgien | Petit Heysel, Brüssel Zuschauer: 2000 Schiedsrichter: Ben Blain (Schottland) |
| 2. März 2019 15:00 MEZ (UTC+1) | Straftritte: De Moffarts (2) 36., 45. | (3:22) Bericht | Versuche: Gogitschaschwili 11. n.erh. Nemsadse 22. erh. Zuzkiridse (2) 26. n.erh., 65. n.erh. Modebadse 33. n.erh. Dsneladse 62. erh. Aprasidse 73. n.erh. Tchilaischwili 80. erh. Erhöhungen: Matiaschwili (1/4) Aprasidse (2/4) | Petit Heysel, Brüssel Zuschauer: 2000 Schiedsrichter: Ben Blain (Schottland) |

| 3. März 2019 12:45 MEZ (UTC+1) | Spanien                                                                                      | 21 : 18        | Rumänien                                                                                              | Estadio Nacional Universidad Complutense, Madrid Zuschauer: 6900 Schiedsrichter: Adam Jones (Wales) |
| 3. März 2019 12:45 MEZ (UTC+1) | Versuche: López Pérez 27. erh. Gimeno 45. erh. Barthère 65. erh. Erhöhungen: Linklater (3/3) | (7:13) Bericht | Versuche: Dumitru 7. erh. Zaharia 69. n.erh. Erhöhungen: Vlaicu (1/1) Straftritte: Vlaicu (2) 1., 17. | Estadio Nacional Universidad Complutense, Madrid Zuschauer: 6900 Schiedsrichter: Adam Jones (Wales) |

| 9. März 2019 13:00 OEZ (UTC+2) | Rumänien                                                                             | 22 : 20        | Russland                                                                                | Stadionul Municipal, Botoșani Zuschauer: 1200 Schiedsrichter: Pierre Brousset (Frankreich) |
| 9. März 2019 13:00 OEZ (UTC+2) | Versuche: Strafversuch 29. Straftritte: Vlaicu (3) 3., 31., 37. Melinte (2) 53., 74. | (16:5) Bericht | Versuche: Artemjew 9. n.erh. Selski 45. n.erh. Wawilin 61. n.erh. Gadschijew 80. n.erh. | Stadionul Municipal, Botoșani Zuschauer: 1200 Schiedsrichter: Pierre Brousset (Frankreich) |

| 10. März 2019 13:00 GET (UTC+4) | Georgien | 52 : 3         | Deutschland                | Aia Arena, Kutaissi Zuschauer: 6000 Schiedsrichter: Keith Allen (Schottland) |
| 10. März 2019 13:00 GET (UTC+4) | Versuche: Modebadse (3) 1. erh., 54. erh., 59. n.erh. Chmaladse 3. erh. Mamukaschwili 22. erh. Malaghuradse 45. erh. Lobshanidse 62. erh. Scharikadse 76. n.erh. Erhöhungen: Aprasidse (5) Matiaschwili (1) | (21:3) Bericht | Straftritte: Hilsenbeck 7. | Aia Arena, Kutaissi Zuschauer: 6000 Schiedsrichter: Keith Allen (Schottland) |

| 10. März 2019 12:45 MEZ (UTC+1) | Spanien | 47 : 9         | Belgien                                   | Estadio Nacional Universidad Complutense, Madrid Zuschauer: 8100 Schiedsrichter: Marius Mitrea (Italien) |
| 10. März 2019 12:45 MEZ (UTC+1) | Versuche: Guillaume 3. erh. Rouet 18. n.erh. Gimeno 29. erh. Linklater 36. erh. Goia 45. erh. Walker-Fitton 66. erh. Jorba 75. erh. Erhöhungen: Linklater (6/7) | (26:9) Bericht | Straftritte: De Moffarts (3) 8., 23., 40. | Estadio Nacional Universidad Complutense, Madrid Zuschauer: 8100 Schiedsrichter: Marius Mitrea (Italien) |

| 17. März 2019 13:00 MSK (UTC+3) | Russland                              | 6 : 22         | Georgien | Kuban-Stadion, Krasnodar Zuschauer: 5850 Schiedsrichter: Tom Foley (England) |
| 17. März 2019 13:00 MSK (UTC+3) | Straftritte: Kuschnarjow (2) 30., 56. | (3:10) Bericht | Versuche: Strafversuch 40. Zuzkiridse 45. n.erh. Modebadse 64. erh. Erhöhungen: Malaghuradse (1/2) Straftritte: Matiaschwili 8. | Kuban-Stadion, Krasnodar Zuschauer: 5850 Schiedsrichter: Tom Foley (England) |

| 17. März 2019 13:00 MEZ (UTC+1) | Deutschland                                                                        | 10 : 33        | Spanien | Sportpark Höhenberg, Köln Zuschauer: 2200 Schiedsrichter: Andrea Piardi (Italien) |
| 17. März 2019 13:00 MEZ (UTC+1) | Versuche: Henn 82. erh. Erhöhungen: Klewinghaus (1/1) Straftritte: Klewinghaus 15. | (3:14) Bericht | Versuche: García 10. erh. Norton 22. n.erh. Mora 47. n.erh. Walter-Fitton 59. erh. Guillaume 66. erh. Erhöhungen: Rabago (3/5) | Sportpark Höhenberg, Köln Zuschauer: 2200 Schiedsrichter: Andrea Piardi (Italien) |

| 17. März 2019 13:00 MEZ (UTC+1) | Belgien | 17 : 43         | Rumänien | Petit Heysel, Brüssel Zuschauer: 3000 Schiedsrichter: Craig Evans (Wales) |
| 17. März 2019 13:00 MEZ (UTC+1) | Versuche: Dienst 47. erh. Decubber 76. erh. Erhöhungen: Williams (1/1) Hamzaoui (1/1) Straftritte: Williams 2. | (10:26) Bericht | Versuche: Lazăr 29. erh. Nistor 34. n.erh. Zaharia 39. n.erh. Strafversuch 49. Cojocaru 69. erh. Erhöhungen: Plai (2/4) Straftritte: Plai (4) 1., 8., 15., 51. | Petit Heysel, Brüssel Zuschauer: 3000 Schiedsrichter: Craig Evans (Wales) |

## Rugby Europe Trophy
|    | Land        | Spiele | Siege | Unent. | Ndlg. | Spiel- punkte | Diff. | Bonus- punkte | Tabellen- punkte |
| -- | ----------- | ------ | ----- | ------ | ----- | ------------- | ----- | ------------- | ---------------- |
| 1. | Portugal    | 5      | 5     | 0      | 0     | 272:31        | + 241 | 5             | 25               |
| 2. | Niederlande | 5      | 4     | 0      | 1     | 164:58        | + 106 | 2             | 18               |
| 3. | Schweiz     | 5      | 3     | 0      | 2     | 108:138       | – 30  | 0             | 12               |
| 4. | Polen       | 5      | 2     | 0      | 3     | 104:164       | – 60  | 2             | 10               |
| 5. | Litauen     | 5      | 1     | 0      | 4     | 64:175        | – 111 | 1             | 5                |
| 6. | Tschechien  | 5      | 0     | 0      | 5     | 59:205        | – 146 | 1             | 1                |

| 29. September 2018 14:00 MESZ (UTC+2) | Tschechien     | 22 : 41 | Polen | Mládeže-Stadion, Zlín Zuschauer: 500 Schiedsrichter: Stuart Gaffikin (Irland) |
| 29. September 2018 14:00 MESZ (UTC+2) | (7:24) Bericht |         |       | Mládeže-Stadion, Zlín Zuschauer: 500 Schiedsrichter: Stuart Gaffikin (Irland) |

| 13. Oktober 2018 13:00 OESZ (UTC+3) | Litauen        | 30 : 10 | Tschechien | Savivaldybė-Stadion, Šiauliai Zuschauer: 1000 Schiedsrichter: Pedro Mendes Silva (Portugal) |
| 13. Oktober 2018 13:00 OESZ (UTC+3) | (18:5) Bericht |         |            | Savivaldybė-Stadion, Šiauliai Zuschauer: 1000 Schiedsrichter: Pedro Mendes Silva (Portugal) |

| 3. November 2018 18:00 MEZ (UTC+1) | Polen          | 33 : 0 | Litauen | Widzew-Stadion, Łódź Zuschauer: 2155 Schiedsrichter: Gianluca Gnecchi (Italien) |
| 3. November 2018 18:00 MEZ (UTC+1) | (12:0) Bericht |        |         | Widzew-Stadion, Łódź Zuschauer: 2155 Schiedsrichter: Gianluca Gnecchi (Italien) |

| 17. November 2018 15:00 MEZ (UTC+1) | Polen          | 0 : 49 | Niederlande | Arena Lublin, Lublin Zuschauer: 4000 Schiedsrichter: Keith Allen (Schottland) |
| 17. November 2018 15:00 MEZ (UTC+1) | (0:13) Bericht |        |             | Arena Lublin, Lublin Zuschauer: 4000 Schiedsrichter: Keith Allen (Schottland) |

| 17. November 2018 15:00 MEZ (UTC+1) | Schweiz       | 17 : 5 | Tschechien | Stade Municipal, Yverdon-les-Bains Zuschauer: 2000 Schiedsrichter: Maxime Burlet (Belgien) |
| 17. November 2018 15:00 MEZ (UTC+1) | (8:0) Bericht |        |            | Stade Municipal, Yverdon-les-Bains Zuschauer: 2000 Schiedsrichter: Maxime Burlet (Belgien) |

| 24. November 2018 15:00 MEZ (UTC+1) | Niederlande    | 36 : 15 | Schweiz | NRCA, Amsterdam Zuschauer: 1400 Schiedsrichter: Schota Tewzadse (Georgien) |
| 24. November 2018 15:00 MEZ (UTC+1) | (16:5) Bericht |         |         | NRCA, Amsterdam Zuschauer: 1400 Schiedsrichter: Schota Tewzadse (Georgien) |

| 16. Februar 2019 16:00 WEZ (UTC+0) | Portugal       | 65 : 5 | Polen | Complexo Municipal de Atletismo, Setúbal Zuschauer: 1500 Schiedsrichter: Manuel Bottoni (Italien) |
| 16. Februar 2019 16:00 WEZ (UTC+0) | (27:0) Bericht |        |       | Complexo Municipal de Atletismo, Setúbal Zuschauer: 1500 Schiedsrichter: Manuel Bottoni (Italien) |

| 9. März 2019 15:00 MEZ (UTC+1) | Niederlande   | 5 : 18 | Portugal | NRCA, Amsterdam Zuschauer: 7000 Schiedsrichter: Maxim Burlet (Belgien) |
| 9. März 2019 15:00 MEZ (UTC+1) | (0:6) Bericht |        |          | NRCA, Amsterdam Zuschauer: 7000 Schiedsrichter: Maxim Burlet (Belgien) |

| 16. März 2019 15:00 MEZ (UTC+1) | Schweiz        | 14 : 48 | Portugal | Stade Municipal, Yverdon-les-Bains Zuschauer: 2107 Schiedsrichter: Íñigo Atorrasagasti (Spanien) |
| 16. März 2019 15:00 MEZ (UTC+1) | (6:27) Bericht |         |          | Stade Municipal, Yverdon-les-Bains Zuschauer: 2107 Schiedsrichter: Íñigo Atorrasagasti (Spanien) |

| 16. März 2019 15:00 MEZ (UTC+1) | Tschechien     | 22 : 24 | Niederlande | Stadion ragby Císařka, Prag Zuschauer: 850 Schiedsrichter: Paulo Duarte (Portugal) |
| 16. März 2019 15:00 MEZ (UTC+1) | (8:17) Bericht |         |             | Stadion ragby Císařka, Prag Zuschauer: 850 Schiedsrichter: Paulo Duarte (Portugal) |

| 23. März 2019 16:00 WEZ (UTC+0) | Portugal       | 93 : 0 | Tschechien | Complexo Desportivo, Caldas da Rainha Schiedsrichter: Tual Trainini (Frankreich) |
| 23. März 2019 16:00 WEZ (UTC+0) | (57:0) Bericht |        |            | Complexo Desportivo, Caldas da Rainha Schiedsrichter: Tual Trainini (Frankreich) |

| 23. März 2019 18:00 MEZ (UTC+1) | Polen           | 25 : 28 | Schweiz | Stadion Miejski, Łódź Zuschauer: 2500 Schiedsrichter: Vlad Iordachescu (Rumänien) |
| 23. März 2019 18:00 MEZ (UTC+1) | (18:15) Bericht |         |         | Stadion Miejski, Łódź Zuschauer: 2500 Schiedsrichter: Vlad Iordachescu (Rumänien) |

| 6. April 2019 14:00 OESZ (UTC+3) | Litauen        | 7 : 48 | Portugal | Sporto centras, Jurbarkas Zuschauer: 1700 Schiedsrichter: Jonathan Dufort (Frankreich) |
| 6. April 2019 14:00 OESZ (UTC+3) | (7:21) Bericht |        |          | Sporto centras, Jurbarkas Zuschauer: 1700 Schiedsrichter: Jonathan Dufort (Frankreich) |

| 13. April 2019 15:00 MESZ (UTC+2) | Schweiz         | 34 : 24 | Litauen | Stadion Breite, Schaffhausen Zuschauer: 1309 Schiedsrichter: Alad Evans (Wales) |
| 13. April 2019 15:00 MESZ (UTC+2) | (24:17) Bericht |         |         | Stadion Breite, Schaffhausen Zuschauer: 1309 Schiedsrichter: Alad Evans (Wales) |

| 8. Juni 2019 15:00 MESZ (UTC+2) | Litauen        | 3 : 50 | Niederlande | Aukstaitijos Sporto Kompleksas, Panevėžys Schiedsrichter: Jonathan Erskine (Irland) |
| 8. Juni 2019 15:00 MESZ (UTC+2) | (3:24) Bericht |        |             | Aukstaitijos Sporto Kompleksas, Panevėžys Schiedsrichter: Jonathan Erskine (Irland) |

## Rugby Europe Conference

### Conference 1

#### Nord
|    | Land      | Spiele | Siege | Unent. | Ndlg. | Spiel- punkte | Diff. | Bonus- punkte | Tabellen- punkte |
| -- | --------- | ------ | ----- | ------ | ----- | ------------- | ----- | ------------- | ---------------- |
| 1. | Ukraine   | 4      | 3     | 0      | 1     | 108:68        | + 40  | 2             | 14               |
| 2. | Schweden  | 4      | 3     | 0      | 1     | 140:65        | + 75  | 1             | 13               |
| 3. | Luxemburg | 4      | 2     | 0      | 2     | 63:59         | + 4   | 1             | 9                |
| 4. | Ungarn    | 4      | 1     | 0      | 3     | 97:118        | – 21  | 2             | 6                |
| 5. | Moldau    | 4      | 1     | 0      | 3     | 49:147        | – 98  | 0             | 4                |

| 13. Oktober 2018 13:00 OEZ (UTC+3) | Ukraine        | 24 : 13 | Luxemburg | Junist-Stadion, Lwiw Zuschauer: 250 Schiedsrichter: Cristian Serbian (Rumänien) |
| 13. Oktober 2018 13:00 OEZ (UTC+3) | (17:3) Bericht |         |           | Junist-Stadion, Lwiw Zuschauer: 250 Schiedsrichter: Cristian Serbian (Rumänien) |

| 20. Oktober 2018 14:00 MEZ (UTC+1) | Schweden       | 80 : 6 | Moldau | Bollspelaren, Norrköping Zuschauer: 400 Schiedsrichter: Gert Visser (Niederlande) |
| 20. Oktober 2018 14:00 MEZ (UTC+1) | (17:3) Bericht |        |        | Bollspelaren, Norrköping Zuschauer: 400 Schiedsrichter: Gert Visser (Niederlande) |

| 3. November 2018 12:15 OEZ (UTC+2) | Moldau          | 16 : 31 | Ungarn | Raional-Stadion, Anenii Noi Zuschauer: 200 Schiedsrichter: T. Gwirjischwili (Georgien) |
| 3. November 2018 12:15 OEZ (UTC+2) | (13:14) Bericht |         |        | Raional-Stadion, Anenii Noi Zuschauer: 200 Schiedsrichter: T. Gwirjischwili (Georgien) |

| 3. November 2018 16:00 MEZ (UTC+1) | Luxemburg     | 9 : 10 | Schweden | Josy-Barthel-Stadion, Luxemburg Zuschauer: 1400 Schiedsrichter: Yann Benoît (Schweiz) |
| 3. November 2018 16:00 MEZ (UTC+1) | (9:7) Bericht |        |          | Josy-Barthel-Stadion, Luxemburg Zuschauer: 1400 Schiedsrichter: Yann Benoît (Schweiz) |

| 10. November 2018 14:00 MEZ (UTC+1) | Ungarn          | 24 : 48 | Ukraine | Városi Szabadidő Központ, Százhalombatta Zuschauer: 600 Schiedsrichter: Daniel O’Connell (Deutschland) |
| 10. November 2018 14:00 MEZ (UTC+1) | (10:30) Bericht |         |         | Városi Szabadidő Központ, Százhalombatta Zuschauer: 600 Schiedsrichter: Daniel O’Connell (Deutschland) |

| 13. April 2019 16:00 MESZ (UTC+2) | Luxemburg     | 23 : 10 | Moldau | Josy-Barthel-Stadion, Luxemburg Zuschauer: 1200 Schiedsrichter: Killian O’Brien (Deutschland) |
| 13. April 2019 16:00 MESZ (UTC+2) | (6:5) Bericht |         |        | Josy-Barthel-Stadion, Luxemburg Zuschauer: 1200 Schiedsrichter: Killian O’Brien (Deutschland) |

| 20. April 2019 15:00 OESZ (UTC+3) | Moldau        | 17 : 13 | Ukraine | Complexul Sportiv, Drochia Zuschauer: 500 Schiedsrichter: Hrvoje Bartolić (Kroatien) |
| 20. April 2019 15:00 OESZ (UTC+3) | (7:5) Bericht |         |         | Complexul Sportiv, Drochia Zuschauer: 500 Schiedsrichter: Hrvoje Bartolić (Kroatien) |

| 4. Mai 2019 14:00 MESZ (UTC+2) | Ungarn         | 15 : 18 | Luxemburg | Városi Szabadidő Központ, Százhalombatta Zuschauer: 200 Schiedsrichter: Pedro Mendes Silva (Portugal) |
| 4. Mai 2019 14:00 MESZ (UTC+2) | (12:3) Bericht |         |           | Városi Szabadidő Központ, Százhalombatta Zuschauer: 200 Schiedsrichter: Pedro Mendes Silva (Portugal) |

| 11. Mai 2019 14:00 MESZ (UTC+2) | Schweden        | 36 : 27 | Ungarn | Bollspelaren, Norrköping Zuschauer: 600 Schiedsrichter: Alexei Brysgalin (Russland) |
| 11. Mai 2019 14:00 MESZ (UTC+2) | (18:13) Bericht |         |        | Bollspelaren, Norrköping Zuschauer: 600 Schiedsrichter: Alexei Brysgalin (Russland) |

| 19. Mai 2019 14:00 OESZ (UTC+3) | Ukraine        | 23 : 14 | Schweden | Spartak-Stadion, Odessa Zuschauer: 2200 Schiedsrichter: Mike English (Wales) |
| 19. Mai 2019 14:00 OESZ (UTC+3) | (13:7) Bericht |         |          | Spartak-Stadion, Odessa Zuschauer: 2200 Schiedsrichter: Mike English (Wales) |

#### Süd
|    | Land                    | Spiele | Siege | Unent. | Ndlg. | Spiel- punkte | Diff. | Bonus- punkte | Tabellen- punkte |
| -- | ----------------------- | ------ | ----- | ------ | ----- | ------------- | ----- | ------------- | ---------------- |
| 1. | Malta                   | 4      | 3     | 1      | 0     | 117:49        | + 68  | 2             | 16               |
| 2. | Kroatien                | 4      | 3     | 1      | 0     | 123:69        | + 54  | 2             | 16               |
| 3. | Israel                  | 4      | 2     | 0      | 2     | 104:62        | + 42  | 3             | 11               |
| 4. | Zypern                  | 4      | 1     | 0      | 3     | 79:139        | – 60  | 0             | 4                |
| 5. | Bosnien und Herzegowina | 4      | 0     | 0      | 4     | 40:144        | – 104 | 1             | 1                |

| 13. Oktober 2018 19:00 MEZ (UTC+1) | Bosnien und Herzegowina | 11 : 40 | Kroatien | Kamberovića Polje, Zenica Zuschauer: 1000 Schiedsrichter: M. Razga (Tschechien) |
| 13. Oktober 2018 19:00 MEZ (UTC+1) | (6:23) Bericht          |         |          | Kamberovića Polje, Zenica Zuschauer: 1000 Schiedsrichter: M. Razga (Tschechien) |

| 20. Oktober 2018 15:00 MEZ (UTC+1) | Kroatien        | 46 : 24 | Zypern | Stadion Stari plac, Split Schiedsrichter: M. Bottino (Italien) |
| 20. Oktober 2018 15:00 MEZ (UTC+1) | (17:14) Bericht |         |        | Stadion Stari plac, Split Schiedsrichter: M. Bottino (Italien) |

| 20. Oktober 2018 13:00 IST (UTC+2) | Israel         | 14 : 21 | Malta | Wingate-Stadion, Netanja Schiedsrichter: John Catteau (Belgien) |
| 20. Oktober 2018 13:00 IST (UTC+2) | (7:16) Bericht |         |       | Wingate-Stadion, Netanja Schiedsrichter: John Catteau (Belgien) |

| 27. Oktober 2018 14:00 MEZ (UTC+1) | Malta          | 41 : 7 | Bosnien und Herzegowina | Hibernians Football Ground, Paola Schiedsrichter: Anthony Lac (Monaco) |
| 27. Oktober 2018 14:00 MEZ (UTC+1) | (15:0) Bericht |        |                         | Hibernians Football Ground, Paola Schiedsrichter: Anthony Lac (Monaco) |

| 27. Oktober 2018 15:00 MEZ (UTC+1) | Kroatien      | 19 : 16 | Israel | Stadion NŠC Stjepan Spajić, Zagreb Schiedsrichter: Ben Breakspear (Wales) |
| 27. Oktober 2018 15:00 MEZ (UTC+1) | (7:3) Bericht |         |        | Stadion NŠC Stjepan Spajić, Zagreb Schiedsrichter: Ben Breakspear (Wales) |

| 10. November 2018 13:30 OEZ (UTC+2) | Zypern          | 22 : 34 | Israel | Pafiako-Stadion, Paphos Schiedsrichter: Jorge Molpeceres (Spanien) |
| 10. November 2018 13:30 OEZ (UTC+2) | (15:17) Bericht |         |        | Pafiako-Stadion, Paphos Schiedsrichter: Jorge Molpeceres (Spanien) |

| 16. März 2019 13:00 IST (UTC+2) | Israel         | 40 : 0 | Bosnien und Herzegowina | Wingate-Stadion, Netanja Zuschauer: 500 Schiedsrichter: Ethan Glass (Schweiz) |
| 16. März 2019 13:00 IST (UTC+2) | (14:0) Bericht |        |                         | Wingate-Stadion, Netanja Zuschauer: 500 Schiedsrichter: Ethan Glass (Schweiz) |

| 23. März 2019 14:00 OEZ (UTC+2) | Zypern         | 10 : 37 | Malta | Pafiako-Stadion, Paphos Zuschauer: 700 Schiedsrichter: Hollie Davidson (Schottland) |
| 23. März 2019 14:00 OEZ (UTC+2) | (0:22) Bericht |         |       | Pafiako-Stadion, Paphos Zuschauer: 700 Schiedsrichter: Hollie Davidson (Schottland) |

| 6. April 2019 14:00 MESZ (UTC+2) | Bosnien und Herzegowina | 22 : 23 | Zypern | Stadion Kamberovića polje, Zenica Zuschauer: 250 Schiedsrichter: Georgij Kopp (Russland) |
| 6. April 2019 14:00 MESZ (UTC+2) | (12:!5) Bericht         |         |        | Stadion Kamberovića polje, Zenica Zuschauer: 250 Schiedsrichter: Georgij Kopp (Russland) |

| 13. April 2019 15:00 MESZ (UTC+2) | Malta          | 18 : 18 | Kroatien | Hibernians Football Ground, Paola Zuschauer: 1800 Schiedsrichter: Jorge Molpeceres (Spanien) |
| 13. April 2019 15:00 MESZ (UTC+2) | (8:10) Bericht |         |          | Hibernians Football Ground, Paola Zuschauer: 1800 Schiedsrichter: Jorge Molpeceres (Spanien) |

### Conference 2

#### Nord
|    | Land       | Spiele | Siege | Unent. | Ndlg. | Spiel- punkte | Diff. | Bonus- punkte | Tabellen- punkte |
| -- | ---------- | ------ | ----- | ------ | ----- | ------------- | ----- | ------------- | ---------------- |
| 1. | Lettland   | 4      | 4     | 0      | 0     | 118:43        | + 75  | 3             | 19               |
| 2. | Finnland   | 4      | 3     | 0      | 1     | 95:93         | + 2   | 0             | 12               |
| 3. | Dänemark   | 4      | 2     | 0      | 2     | 100:77        | + 23  | 3             | 11               |
| 4. | Norwegen   | 4      | 1     | 0      | 3     | 54:112        | – 58  | 0             | 4                |
| 5. | Österreich | 4      | 0     | 0      | 4     | 62:104        | – 42  | 3             | 3                |

| 13. Oktober 2018 14:00 OESZ (UTC+3) | Finnland      | 22 : 18 | Dänemark | Myllypuro-Sportpark, Helsinki Zuschauer: 300 Schiedsrichter: Jacob Bäverstam (Schweden) |
| 13. Oktober 2018 14:00 OESZ (UTC+3) | (5:7) Bericht |         |          | Myllypuro-Sportpark, Helsinki Zuschauer: 300 Schiedsrichter: Jacob Bäverstam (Schweden) |

| 13. Oktober 2018 15:00 MESZ (UTC+2) | Norwegen      | 9 : 6 | Österreich | Fana-Stadion, Bergen Zuschauer: 300 Schiedsrichter: Nicolas Vandecau (Belgien) |
| 13. Oktober 2018 15:00 MESZ (UTC+2) | (6:3) Bericht |       |            | Fana-Stadion, Bergen Zuschauer: 300 Schiedsrichter: Nicolas Vandecau (Belgien) |

| 20. Oktober 2018 14:00 OESZ (UTC+3) | Lettland      | 24 : 7 | Finnland | Daugava-Stadion, Riga Zuschauer: 500 Schiedsrichter: Alexandru-Eugen Ionescu (Rumänien) |
| 20. Oktober 2018 14:00 OESZ (UTC+3) | (5:0) Bericht |        |          | Daugava-Stadion, Riga Zuschauer: 500 Schiedsrichter: Alexandru-Eugen Ionescu (Rumänien) |

| 27. Oktober 2018 16:00 MESZ (UTC+2) | Dänemark       | 42 : 10 | Norwegen | Odense Atletikstadion, Odense Zuschauer: 500 Schiedsrichter: Lukasz Jasinski (Polen) |
| 27. Oktober 2018 16:00 MESZ (UTC+2) | (25:3) Bericht |         |          | Odense Atletikstadion, Odense Zuschauer: 500 Schiedsrichter: Lukasz Jasinski (Polen) |

| 27. Oktober 2018 18:00 MESZ (UTC+2) | Österreich      | 20 : 26 | Lettland | Wiener Sport-Club Platz, Wien Zuschauer: 1000 Schiedsrichter: Killian O’Brian (Deutschland) |
| 27. Oktober 2018 18:00 MESZ (UTC+2) | (17:11) Bericht |         |          | Wiener Sport-Club Platz, Wien Zuschauer: 1000 Schiedsrichter: Killian O’Brian (Deutschland) |

| 30. März 2019 18:00 MEZ (UTC+1) | Österreich      | 29 : 32 | Finnland | Wiener Sport-Club Platz, Wien Zuschauer: 500 Schiedsrichter: Dejan Stiglić (Serbien) |
| 30. März 2019 18:00 MEZ (UTC+1) | (10:24) Bericht |         |          | Wiener Sport-Club Platz, Wien Zuschauer: 500 Schiedsrichter: Dejan Stiglić (Serbien) |

| 27. April 2019 16:00 MESZ (UTC+2) | Dänemark       | 37 : 7 | Österreich | Rugbyklubben Speed, Kopenhagen Zuschauer: 857 Schiedsrichter: Anthony Lac (Monaco) |
| 27. April 2019 16:00 MESZ (UTC+2) | (20:0) Bericht |        |            | Rugbyklubben Speed, Kopenhagen Zuschauer: 857 Schiedsrichter: Anthony Lac (Monaco) |

| 4. Mai 2019 14:00 OESZ (UTC+3) | Lettland      | 38 : 3 | Dänemark | Baldones vidusskolas stadions, Baldone Zuschauer: 350 Schiedsrichter: Ethan Glass (Schweiz) |
| 4. Mai 2019 14:00 OESZ (UTC+3) | (19:3) Bercht |        |          | Baldones vidusskolas stadions, Baldone Zuschauer: 350 Schiedsrichter: Ethan Glass (Schweiz) |

| 25. Mai 2019 15:00 MESZ (UTC+2) | Norwegen        | 13 : 30 | Lettland | Horten Rugbyklubb, Horten Schiedsrichter: Rami Aro (Schweden) |
| 25. Mai 2019 15:00 MESZ (UTC+2) | (13:13) Bericht |         |          | Horten Rugbyklubb, Horten Schiedsrichter: Rami Aro (Schweden) |

| 1. Juni 2019 15:00 OESZ (UTC+3) | Finnland       | 34 : 22 | Norwegen | Myllypuro-Sportpark, Helsinki Zuschauer: 110 Schiedsrichter: Gert Visser (Niederlande) |
| 1. Juni 2019 15:00 OESZ (UTC+3) | (22:0) Bericht |         |          | Myllypuro-Sportpark, Helsinki Zuschauer: 110 Schiedsrichter: Gert Visser (Niederlande) |

#### Süd
|    | Land      | Spiele | Siege | Unent. | Ndlg. | Spiel- punkte | Diff. | Bonus- punkte | Tabellen- punkte |
| -- | --------- | ------ | ----- | ------ | ----- | ------------- | ----- | ------------- | ---------------- |
| 1. | Slowenien | 4      | 3     | 0      | 1     | 191:67        | + 124 | 2             | 14               |
| 2. | Bulgarien | 4      | 3     | 0      | 1     | 125:98        | + 27  | 0             | 12               |
| 3. | Serbien   | 4      | 2     | 0      | 2     | 101:105       | – 4   | 2             | 10               |
| 4. | Andorra   | 4      | 2     | 0      | 2     | 94:103        | – 9   | 1             | 9                |
| 5. | Slowakei  | 4      | 0     | 0      | 4     | 53:191        | – 138 | 0             | 0                |

| 13. Oktober 2018 14:00 MESZ (UTC+2) | Serbien         | 29 : 35 | Bulgarien | Stadion Kralj Petar Prvi, Belgrad Zuschauer: 300 Schiedsrichter: Cekal (Tschechien) |
| 13. Oktober 2018 14:00 MESZ (UTC+2) | (17:29) Bericht |         |           | Stadion Kralj Petar Prvi, Belgrad Zuschauer: 300 Schiedsrichter: Cekal (Tschechien) |

| 20. Oktober 2018 14:00 MESZ (UTC+2) | Slowenien      | 48 : 14 | Andorra | Stadion Oval, Ljubljana Zuschauer: 400 Schiedsrichter: Hrvoje Bartolic (Kroatien) |
| 20. Oktober 2018 14:00 MESZ (UTC+2) | (38:0) Bericht |         |         | Stadion Oval, Ljubljana Zuschauer: 400 Schiedsrichter: Hrvoje Bartolic (Kroatien) |

| 27. Oktober 2018 14:00 OESZ (UTC+3) | Bulgarien      | 13 : 25 | Slowenien | Nationale Sportakademie „Wassil Lewski“, Sofia Zuschauer: 600 Schiedsrichter: Dejan Stiglic (Serbien) |
| 27. Oktober 2018 14:00 OESZ (UTC+3) | (6:10) Bericht |         |           | Nationale Sportakademie „Wassil Lewski“, Sofia Zuschauer: 600 Schiedsrichter: Dejan Stiglic (Serbien) |

| 3. November 2018 17:00 MEZ (UTC+1) | Andorra        | 27 : 14 | Slowakei | Estadi Nacional, Andorra la Vella Zuschauer: 400 Schiedsrichter: Ariel Cabral (Israel) |
| 3. November 2018 17:00 MEZ (UTC+1) | (16:6) Bericht |         |          | Estadi Nacional, Andorra la Vella Zuschauer: 400 Schiedsrichter: Ariel Cabral (Israel) |

| 10. November 2018 14:00 MEZ (UTC+1) | Slowakei        | 10 : 37 | Serbien | Štadión PFK, Piešťany Zuschauer: 200 Schiedsrichter: Mike Hawkins (Dänemark) |
| 10. November 2018 14:00 MEZ (UTC+1) | (10:10) Bericht |         |         | Štadión PFK, Piešťany Zuschauer: 200 Schiedsrichter: Mike Hawkins (Dänemark) |

| 20. April 2019 14:00 MEZ (UTC+1) | Slowakei        | 24 : 36 | Bulgarien | Štadión PFK, Piešťany Zuschauer: 200 Schiedsrichter: Alexei Lebedew (Russland) |
| 20. April 2019 14:00 MEZ (UTC+1) | (17:16) Bericht |         |           | Štadión PFK, Piešťany Zuschauer: 200 Schiedsrichter: Alexei Lebedew (Russland) |

| 11. Mai 2019 14:00 MEZ (UTC+1) | Serbien         | 35 : 27 | Slowenien | Stadion FK Borac, Starčevo Zuschauer: 400 Schiedsrichter: Ariel Cabral (Israel) |
| 11. Mai 2019 14:00 MEZ (UTC+1) | (15:10) Bericht |         |           | Stadion FK Borac, Starčevo Zuschauer: 400 Schiedsrichter: Ariel Cabral (Israel) |

| 20. April 2019 15:30 OESZ (UTC+3) | Bulgarien      | 41 : 20 | Andorra | Nationale Sportakademie „Wassil Lewski“, Sofia Zuschauer: 800 Schiedsrichter: Mike Hawkins (Dänemark) |
| 20. April 2019 15:30 OESZ (UTC+3) | (18:5) Bericht |         |         | Nationale Sportakademie „Wassil Lewski“, Sofia Zuschauer: 800 Schiedsrichter: Mike Hawkins (Dänemark) |

| 18. Mai 2019 14:00 MESZ (UTC+2) | Slowenien      | 91 : 5 | Slowakei | Stadion Oval, Ljubljana Zuschauer: 300 Schiedsrichter: Matěj Rázga (Tschechien) |
| 18. Mai 2019 14:00 MESZ (UTC+2) | (44:5) Bericht |        |          | Stadion Oval, Ljubljana Zuschauer: 300 Schiedsrichter: Matěj Rázga (Tschechien) |

| 18. Mai 2019 14:00 MESZ (UTC+2) | Andorra        | 33 : 0 | Serbien | Estadi Nacional, Andorra la Vella Zuschauer: 600 Schiedsrichter: João Costa (Portugal) |
| 18. Mai 2019 14:00 MESZ (UTC+2) | (12:0) Bericht |        |         | Estadi Nacional, Andorra la Vella Zuschauer: 600 Schiedsrichter: João Costa (Portugal) |

## Rugby Europe Development
| 20. April 2019 12:00 OEZ (UTC+2) | Türkei         | 61 : 20 | Estland | Atatürk Olimpiyat Stadı Atletizm Sahasında, Istanbul Zuschauer: 500 Schiedsrichter: Procopi Eugeniu (Moldau) |
| 20. April 2019 12:00 OEZ (UTC+2) | (33:8) Bericht |         |         | Atatürk Olimpiyat Stadı Atletizm Sahasında, Istanbul Zuschauer: 500 Schiedsrichter: Procopi Eugeniu (Moldau) |

| 25. Mai 2019 15:00 OESZ (UTC+3) | Estland         | 19 : 43 | Türkei | Kalevi Keskstaadion, Tallinn Zuschauer: 130 Schiedsrichter: Norbert Mátrai (Ungarn) |
| 25. Mai 2019 15:00 OESZ (UTC+3) | (12:24) Bericht |         |        | Kalevi Keskstaadion, Tallinn Zuschauer: 130 Schiedsrichter: Norbert Mátrai (Ungarn) |

## Relegationsspiel
Championship/Trophy
| 15. Juni 2019 13:50 MESZ (UTC+2) | Deutschland    | 32 : 37 | Portugal | Sportanlage an der Feldgerichtstrasse, Frankfurt am Main Zuschauer: 800 Schiedsrichter: Sean Gallagher (Irland) |
| 15. Juni 2019 13:50 MESZ (UTC+2) | (6:20) Bericht |         |          | Sportanlage an der Feldgerichtstrasse, Frankfurt am Main Zuschauer: 800 Schiedsrichter: Sean Gallagher (Irland) |